# Kigabiro
Kigabiro  est un secteur (imirenge) du Rwanda, faisant partie de la province de l'Est et du district de Rwamagana.